# Exile (альбом Hurts)
Exile — второй студийный альбом британской группы Hurts, дата выхода 11 марта 2013 года под лейблом RCA Records.

## Запись и продвижение
14 декабря 2012 года — день, когда Hurts объявили аудитории дату выхода их второго студийного альбома, открыв предзаказ на iTunes Store с возможностью скачать трек «The Road». Кампания по продвижению второго альбома Hurts Exile начинается с впечатляющего кинематографического двухминутного мини-проморолика на «The Road» режиссёра Nez Khammal, который был загружен на YouTube в качестве тизера альбома Exile. Концептуальное видео переносит зрителя в путешествие по жизни дуэта Hurts — Тео Хатчкрафта и Адама Андерсона — камера неизменно воспроизводит различные сцены, которые представляют собой этапы их роста. В клипе использована техника slow motion, и в реальном времени продолжительность видео составляет всего 30 секунд. Снят клип был между 1 и 2 декабря 2012 года в Великобритании. За три дня до премьеры «The Road» на официальном сайте Hurts начался обратный отсчет. За эти дни одна за другой были показаны пять частей видеозаписи с настоящей дороги. На видеозаписи было показано ночное автомобильное путешествие по Сербии со странными черными фигурами, появляющимися на обочинах вдоль всей дороги.
Тео Хатчкрафт трижды прочёл апокалиптический роман «Дорога» (англ. The Road) Кормака Маккартни во время написания альбома. Вдохновлённая рассказом Джеймса Балларда «Автокатастрофа» (англ. Crash (J. G. Ballard novel)) песня The Road рассказывает об автомобильной аварии. «Мы пытались написать настолько тёмную песню, насколько это возможно, — говорит Хатчкрафт. — Мы думали: „Насколько гнетущей мы можем её сделать?“» Он объясняет: «Мы хотели, чтобы самой первой люди услышали The Road, потому что она — самый экстремальный пример идеи, заложенной в альбоме».
7 февраля 2013 года на концерте впервые вживую были исполнены пять песен с альбома. Помимо Miracle и The Road дебютировали Exile, Blind и Cupid. Сразу после премьеры на радио BBC Radio 1 в шоу Zane Lowe «Hottest Record in the World» 12 февраля 2013 года песня Sandman стала доступна для бесплатного скачивания с официального сайта Hurts.
Дуэт исполнил кавер на песню Locked Out Of Heaven Бруно Марса, песни Exile и Miracle в передаче Zane Lowe на BBC Radio 1 в студии Maida Vale Studios 13 февраля 2013. Так же для продвижения дебютного сингла Miracle за день до его премьеры 9 марта 2013 года Hurts исполнили его в шоу Dermot O’Leary на BBC Radio 2 вместе с кавер-версией песни Wonderwall группы Oasis. Продвижение Exile начинается в марте 2013 с европейского тура. Примечательно, что так же в марте только годом ранее, когда Хатчкрафт сидел в баре в Осаке, и было придумано название альбома.

## Список композиций
Все тексты написаны Hurts.
| №   | Название              | Музыка             | Продюсер(ы)                | Длительность |
| --- | --------------------- | ------------------ | -------------------------- | ------------ |
| 1.  | «Exile»               | Hurts, Jonas Quant | Hurts, Quant               | 4:17         |
| 2.  | «Miracle»             | Hurts              | Hurts, Dan Grech-Marguerat | 3:44         |
| 3.  | «Sandman»             | Hurts, Quant       | Hurts, Quant               | 3:54         |
| 4.  | «Blind»               | Hurts, Quant       | Quant                      | 4:23         |
| 5.  | «Only You»            |                    | Hurts, Quant               | 4:29         |
| 6.  | «The Road»            |                    | Hurts                      | 4:35         |
| 7.  | «Cupid»               | Hurts, Quant       | Quant                      | 2:42         |
| 8.  | «Mercy»               |                    | Hurts, Quant               | 4:06         |
| 9.  | «The Crow»            |                    | Hurts                      | 5:33         |
| 10. | «Somebody to Die For» |                    | Hurts, Grech-Marguerat     | 4:35         |
| 11. | «The Rope»            | Hurts, Quant       | Quant                      | 4:14         |
| 12. | «Help»                |                    | Grech-Marguerat            | 4:17         |

| №   | Название | Продюсер(ы)                   | Длительность |
| --- | -------- | ----------------------------- | ------------ |
| 13. | «Heaven» | Hurts, Quant, Grech-Marguerat | 4:04         |
| 14. | «Guilt»  | Hurts                         | 2:55         |

| №   | Название         | Музыка | Продюсер(ы) | Длительность |
| --- | ---------------- | ------ | ----------- | ------------ |
| 15. | «Россия» (Видео) | Hurts  | Hurts       | 31:04        |

## Над альбомом работали
Информация из буклета Delux издания Exile.
Hurts
- Hurts — продюсирование (1-3, 5, 6, 8-10, 12, 13, 14); микс-инженер (14); клавишные (2, 5, 8, 11-13); гитара (11); остальное (3, 4, 6, 7, 9, 10, 14)
- Тео Хатчкрафт — вокал, арт-директор
- Адам Андерсон — клавишные, гитара, арт-директор

Другие участники
- Dick Beetham — мастеринг (6, 13, 14)
- Dan Grech-Marguerat — продюсирование (2, 9, 10, 12, 13); звукоинженер (2, 6, 9, 10, 12, 13); звукорежиссёр (4, 6); микс-инженер (6)
- Ted Jensen — инженер мастеринга (1, 2, 4, 5, 7-12)
- Elton John — фортепиано (12)
- The Hurts Choir — вокал (12)
- Charl Marais — фотография
- Jonas Quant — продюсирование (1, 3-5, 7, 8, 11, 13); микс-инженер (13); музыка (1, 3, 4, 7, 11); слова (1, 3, 4, 7, 11); программирование (1, 3-5, 7, 8, 11, 13); клавишные (5, 8, 11, 13); гитара (11); остальное (1, 3, 4, 7)
- Shilling & Shilling — дизайн
- Spike Stent — микс-инженер (1-4, 7-12)
- Jakob Hermann — звукоинженер (1-5, 7-8, 10, 11); ударные (5, 8, 11)
- David Emery — помощник звукорежиссёра (1-5, 7-12)
- Pete Watson — бас-гитара (2); фортепиано (2, 10, 12, 13); исполнитель (6)
- Paul Walsham — ударные (2, 9, 10, 12, 13)
- Wil Malone — дирижёр (2, 4, 10, 12, 13); аранжировщик (2, 4, 10, 12, 13); труба (4)
- John Barclay — труба (2, 12)
- Tom Rees-Roberts — труба (2, 4, 12)
- Duncan Fuller — помощник звукорежиссёра (2, 6, 9, 10, 12, 13)
- Laurence Davis — валторна (2)
- Richard Watkins, Simon Rayner — валторна (2, 4, 12)
- Andy Wood, Richard Edwards — тромбон (2, 4, 12)
- Jakob Hermann — звукоинженер (2, 3)
- Ten Jensen — инженер мастеринга (3)
- Nathalie Schmeikal — бэк-вокалист (4)
- Laurence Davies — валторна (4, 12)
- Martin Forslund — помощник звукорежиссёра (5, 8, 11)
- Oskar Stenmark — бас-гитара, тромбон, труба (8)
- Malin Abrahamsson, Karolin Funke, Tina Sunnero, Jennifer Götvall — вокал (8, 11)
- Boguslaw Kostecki, Cathy Thompson, Chris Tombling, Dermot Crehan, Emil Chakalov, Emlyn Singleton, Gaby Lester, Jonathan Rees, Julian Leaper, Liz Edwards, Maciej Rakowski, Mark Berrow, Patrick Kiernan, Perry Montague-Mason, Peter Hanson, Rita Manning, Tom Pigott-Smith, Warren Zielinski — скрипка (10, 12, 13)
- Andy Parker, Bruce White, Garfield Jackson, Rachel Stephanie Bolt, Steve Wright, Vicci Wardman — альт (10, 12, 13)
- Anthony Lewis, Anthony Pleeth, Caroline Dale, Dave Daniels, Frank Schaefer, Martin Loveday — виолончель (10, 12, 13)
- Allen Walley, Mary Scully, Steve Mair — виола (10, 12, 13)
- Salome Kent — струнные, вокал (11)
- Per Stenbeck — бас-гитара (11)

## Чарты и статус

### Позиции в чартах
| Чарт (2013)        | Наивысшая позиция |
| ------------------ | ----------------- |
| Австралия          | 90                |
| Австрия            | 4                 |
| Бельгия (Фландрия) | 34                |
| Бельгия (Валлония) | 62                |
| Хорватия           | 43                |
| Чехия              | 7                 |
| Дания              | 31                |
| Нидерланды         | 20                |
| Финляндия          | 2                 |
| Франция            | 183               |
| Германия           | 3                 |
| Греция             | 26                |
| Венгрия            | 5                 |
| Ирландия           | 34                |
| Италия             | 34                |
| Япония             | 105               |
| Польша             | 3                 |
| Шотландия          | 13                |
| Республика Корея   | 60                |
| Швеция             | 17                |
| Швейцария          | 2                 |
| Великобритания     | 9                 |

| Страна    | Статус  |
| --------- | ------- |
| Германия  | Золотой |
| Польша    | Золотой |
| Швейцария | Золотой |

## Дата релиза
| Регион         | Дата          | Лейбл            | Формат                           | Издание          |
| -------------- | ------------- | ---------------- | -------------------------------- | ---------------- |
| Австралия      | 8 Марта 2013  | Sony Music       | CD+DVD, digital download         | Standard, Deluxe |
| Германия       | 8 Марта 2013  | Sony Music       | CD, LP, CD+DVD, digital download | Standard, Deluxe |
| Швеция         | 8 Марта 2013  | Sony Music       | CD, LP, CD+DVD, digital download | Standard, Deluxe |
| Ирландия       | 8 Марта 2013  | Major Label, RCA | CD, CD+DVD, digital download     | Standard, Deluxe |
| Великобритания | 11 Марта 2013 | Major Label, RCA | CD, LP, CD+DVD, digital download | Standard, Deluxe |
| Польша         | 12 Марта 2013 | Sony Music       | CD, LP, CD+DVD, digital download | Standard, Deluxe |
| Италия         | 12 Марта 2013 | Sony Music       | CD, CD+DVD, digital download     | Standard, Deluxe |
| Япония         | 13 Марта 2013 | Sony Music       | CD, digital download             | Standard         |